# (8814) Rosseven
(8814) Rosseven est un astéroïde de la ceinture principale.

## Description
(8814) Rosseven est un astéroïde de la ceinture principale. Il fut découvert le 1er décembre 1983 à la station Anderson Mesa par Edward L. G. Bowell. Il présente une orbite caractérisée par un demi-grand axe de 3,17 UA, une excentricité de 0,17 et une inclinaison de 4,8° par rapport à l'écliptique.

## Compléments